# Энестам, Ян-Эрик
Ян-Эрик Энестам, швед. Jan-Erik Enestam; 12 марта 1947, Вестенфьерд, Финляндия) — финский шведоязычный политик, лидер Шведской народной партии в 1998—2006.
С 1991 по 2007 годы — депутат парламента Финляндии.
В 1995 году был министром обороны Финляндии, а с 1995 по 1999 годы — министром внутренних дел.
С 1999 по 2003 годы вновь занимал пост министра обороны Финляндии, а с 2003 по 2007 годы — министра охраны окружающей среды.
С 1998 по 2006 годы был лидером (председателем) Шведской народной партии (преемник на посту — Стефан Валлин).
C 2007 по 2013 годы был генеральным секретарём Северного Совета.